# Вільне (Ніжинський район)
Вільне (історично хутір Вільний) — колишнє село в Україні, Ніжинському районі Чернігівської області. Підпорядковувалось Галицькій сільській раді.
Розташовувалося за 2,5 км на захід від Галиці, на висоті бл.130 м над рівнем моря.
Складалося з двох паралельних вулиць довжиною 600 і 400 м відповідно, сполучених поперечною вулицею довжиною бл.500 м. Суцільної забудови у останні десятиліття не було, окремі садиби були ізольовано розташовані у різних частинах села
Виникло у 1920-х роках.
Станом на 1987 рік у селі проживало 10 жителів. 25 лютого 1999 року Чернігівська обласна рада зняла село з обліку, оскільки в ньому ніхто не проживає.
Територія села частково розорана, однак планування і місця колишніх садиб простежуються на місцевості завдяки залишкам садів. Збереглося кладовище.